# Божена Сланчикова-Тимрава
Божена Сланчикова, псевдоними Тимрава, Леля от Полихно (псевдонимът Тимрава идва от името на кладенец край Полихно; 2 октомври 1867 г., Полихно, Унгария – 27 ноември 1951 г., Лученец, Чехословакия) е словашка писателка и драматург.

## Биография
Родена е в семейството на евангелския пастор Павел Сланчик, който е съосновател на Матица словенска. Има десет братя и сестри (брат ѝ Бохуслав, евангелски пастор, е неин близнак), шест от които доживяват до зряла възраст и много от тях по-късно са свързани с литературата. Получава първото си образование в родния си град, след което учи с баща си, а в Банска Бистрица завършва 4-ти клас на бюргерско училище.
Божана не се омъжва. Въпреки че непрекъснато се опитва да се откъсне от семейството си, опитите ѝ да си намери работа не са особено успешни. За кратко тя е помощник на вдовица в Долни Кубин, по-късно тя става куратор на колекциите на Словашкия национален музей в Мартин, но и там не се задържа задълго. През 1909 г. се премества в Авел в енорията на брат си. В крайна сметка тя става учителка в детска градина до 1945 г., когато се премества при роднини в Лученец.

## Творчество
Въпреки че живее в уединение от центровете на социални и културни събития, нейните литературни и културни хоризонти се разширяват както от семейството ѝ, така и от срещите ѝ с Коломан Баншел, Ема Голдпергерова и Олга Петианова (майка на Щефан Кречмер). Божана започва с издаването на списанието Ratolesť, което издава заедно със сестра си Ирена. Оцелял е само един брой – където тя е допринесла с разказа Na vrchoch. Първите ѝ творби включват сатирични стихове, но по-късно тя се посвещава главно на писането на романи и разкази, спорадично и на пиеси. В своите творби тя дава описание на хората и техния манталитет, характеристики и мислене, критикува съвременните политически и национални проблеми и не се поколебава да критикува дори по това време основните течения на мисълта или практиката на обикновения селски живот. Писателката създава предимно истории за родния си регион и много от тях се основават на собствения ѝ опит и истории от живота ѝ. До 1896 г. публикува работата си само в периодични издания, а по-късно публикува независими литературни произведения. Въпреки че любовта често се явява основният мотив в нейните творби, тя никога не подхожда сантиментално, а по-скоро посочва наблюдения, което я отличава от предишната словашка проза.